# Titularbistum Membressa
Membressa ist ein Titularbistum der römisch-katholischen Kirche.
Es geht zurück auf einen untergegangenen Bischofssitz in der gleichnamigen antiken Stadt, die in der römischen Provinz Africa proconsularis (heute nördliches Tunesien) lag. Der Bischofssitz war der Kirchenprovinz Karthago zugeordnet.
| Titularbischöfe von Membressa |                           |                                                 |                   |                  |
| Nr.                           | Name                      | Amt                                             | von               | bis              |
| 1                             | John Aloysius Morgan      | Weihbischof in Canberra (Australien)            | 6. März 1969      | 21. Mai 2008     |
| 2                             | Waldemar Passini Dalbello | Weihbischof in Goiânia (Brasilien)              | 30. Dezember 2009 | 3. Dezember 2014 |
| 3                             | Fernand J. Cheri OFM      | Weihbischof in New Orleans (Vereinigte Staaten) | 12. Januar 2015   | 21. März 2023    |
| 4                             | Cristiano Barbosa         | Weihbischof in Boston (Vereinigte Staaten)      | 9. Dezember 2023  |                  |